# Богданов Микола Васильович
Богда́нов Мико́ла Васи́льович (нар. 14 вересня 1903, с. Балашівка, Опочецький повіт, Псковська губернія, Російська імперія — 4 жовтня 1943, Брянськ, Орловська область, РРФСР, СРСР) — радянський військовий і державний діяч. Депутат Верховної Ради УРСР першого скликання (1938–1943).

## Біографія
Народився 14 вересня 1903 року в селі Балашівка, тепер Опоченський район, Псковська область, Росія в селянській родині. Батько працював залізничником (зчіплювальником) у місті Санкт-Петербурзі, мати була прачкою. Трудову діяльність розпочав у дванадцятирічному віці, коли поступив учнем у слюсарно-водогінну майстерню на Виборзькій стороні Санкт-Петербурга. Потім працював у інструментальній майстерні Московського трамвайного парку. З 1920 по 1923 рік разом з батьком ходив по селах, теслярував.
Член комсомолу з 1923 року. Організував у селі Покровському комсомольську організацію, працював секретарем комсомольського осередку села, а потім секретарем волосного комітету ВЛКСМ Опочецького повіту Ленінградської області.
У 1929 році закінчив 2-гу Ленінградську артилерійську школу (тепер — вище артилерійське командне училище імені Жовтневої Революції).
У 1929 році прибув на військову службу до Дніпропетровська, де за дев'ять років стрімко пройшов шлях від командира взводу до командира артилерійського полку.
У 1937 році закінчив Курси удосконалення командного складу (КУКС). 1938 року серед перших із командирів підрозділів РСЧА нагороджений орденом «Знак пошани». 
26 червня 1938 року був обраний депутатом Верховної Ради УРСР першого скликання від Верхнє-Дніпровської виборчої округи Дніпропетровської області.

### Удругій світовій війні
У 1941—1942 роках полковник, командир корпусного артилерійського полку. Відзначився під час оборони Одеси та Севастополя. Перебував на бойових позиціях піхоти, у вирішальні хвилини ставав до гармат, брав участь у рукопашних боях із ворогом. Полк Богданова серед перших артилерійських підрозділів став гвардійським.
У червні 1942 року підтримуючи атаки стрілецьких підрозділів, уміло керував вогнем полку в районі Мекензієвих висот під Севастополем. Неодноразово на чолі групи бійців брав участь у рукопашних боях, у одному з яких отримав важке поранення і був евакуйований до шпиталю на Кавказ.
8 жовтня 1942 року Указом Президії Верховної Ради СРСР за зразкове виконання бойових завдань командування, за уміле керівництво полком під час боїв під Одесою та Севастополем і виявлені при цьому мужність та відвагу гвардії полковнику Миколі Богданову присвоєно звання Героя Радянського Союзу з врученням ордена Леніна та медалі «Золота Зірка» (№ 712).
На початку 1943 року призначений командиром артилерійської дивізії РГК, яка брала участь у боях на Брянському фронті.
Липень — серпень 1943 року керував дивізією під час штурму гітлерівської оборони та визволення селища Ульянове Калузької області та м. Карачева. 4 жовтня 1943 року загинув у боях за Брянськ. Похований у Брянську на міському кладовищі.

## Вшанування пам'яті

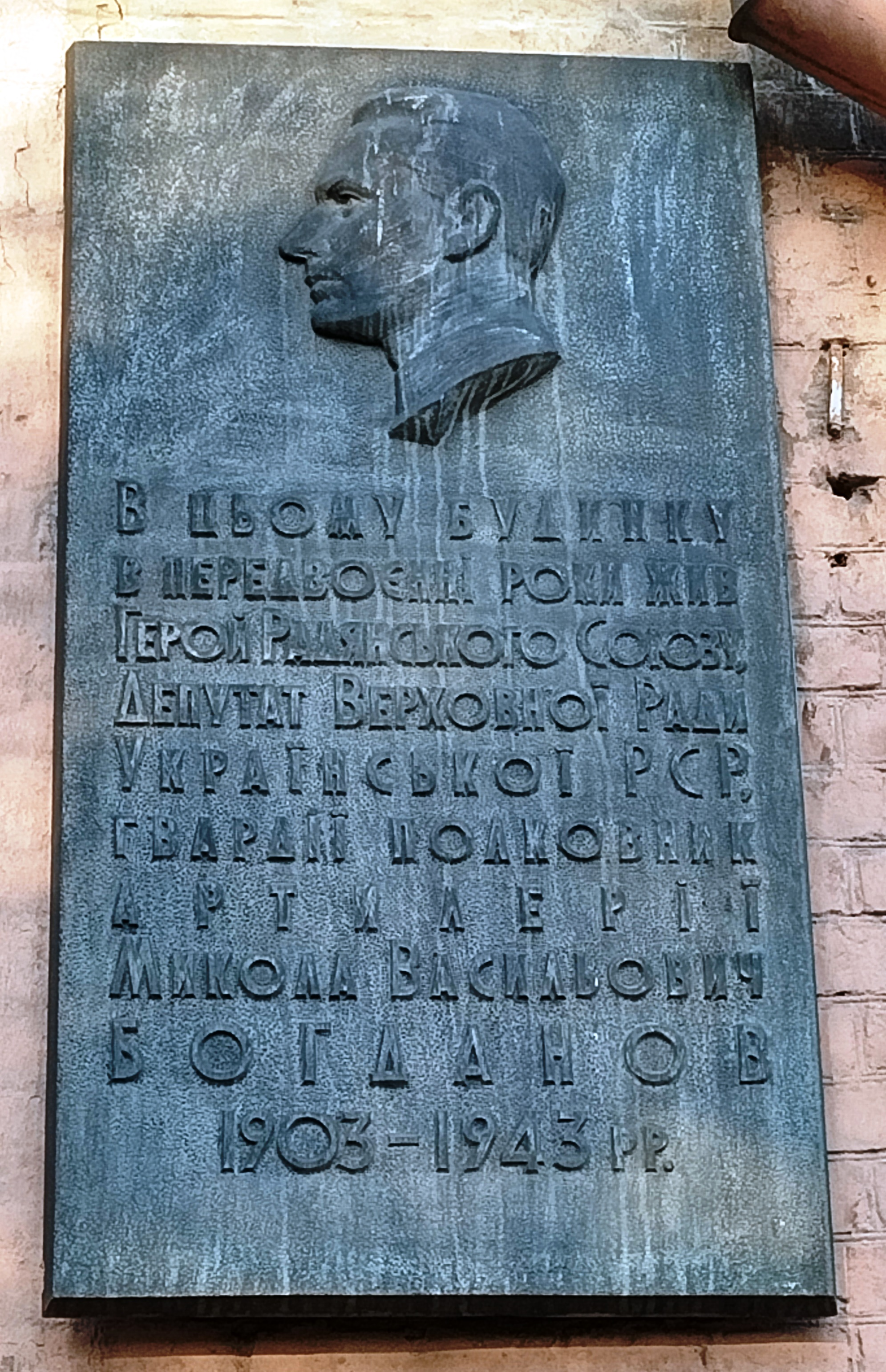
Меморіальна дошка Миколі Богданову в Дніпрі

У містах Севастополь і Брянськ на честь Миколи Богданова названо вулиці.
У Дніпрі встановлена пам'ятна дошка по вул. Староказацька, 52а.

## Нагороди
- Герой Радянського Союзу, ордени Леніна, Червоного Прапора, Вітчизняної війни 1-го ступеня (посмертно), «Знак Пошани», медалі.